# Stupeň B1045 Falconu 9
Stupeň B1045 Falconu 9 je první stupeň rakety Falcon 9 verze Block 4 vyráběné společností SpaceX. Poprvé tento první stupeň letěl v dubnu 2018, kdy vynášel vesmírný teleskop TESS. Po vynesení nákladu úspěšně přistál na mořské ploše OCISLY. Následně byl zrenovován pro další použití. Pauza mezi jednotlivými lety byla nejkratší ze všech do té doby provedených znovupoužití prvního stupně Falconu 9, pauza byla pouze 71 dní. Druhý start přišel na konci června 2018, kdy byla vynesena znovupoužitá loď Dragon C111, která letěla v rámi zásobovací mise CRS-15. Verze Block 4 sice měla certifikaci pro tři lety, ale reálně se nepočítalo s více než dvěma lety. A jelikož SpaceX již nasbírala dostatek dat z přistání prvních stupňů, tak tento stupeň nebyl při druhém letu zachráněn.

## Historie letů
| Číslo použití | Datum startu (UTC) | Let číslo | Náklad | Start | Místo startu | Přistání | Místo přistání | Poznámky      |
| ------------- | ------------------ | --------- | ------ | ----- | ------------ | -------- | -------------- | ------------- |
| 1             | 19. dubna 2018     | 53        | TESS   |       | CCAFS SLC-40 |          | OCISLY         |               |
| 2             | 29. června 2018    | 57        | CRS-15 |       | KSC LC-39A   |          |                | Bez přistání. |